# Odikhinchaïta
L'odikhinchaïta és un mineral de la classe dels silicats que pertany al grup de l'eudialita. Rep el nom del massís d'Odikhincha, a Rússia, la seva localitat tipus.

## Característiques
L'odikhinchaïta és un silicat de fórmula química Na₉Sr₃[(H₂O)₂Na]Ca₆Mn₃Zr₃NbSi(Si₂₄O₇₂)O(OH)₃(CO₃)·H₂O. Va ser aprovada com a espècie vàlida per l'Associació Mineralògica Internacional l'any 2020. Cristal·litza en el sistema trigonal. La seva duresa a l'escala de Mohs és 5.
Les mostres que van servir per a determinar l'espècie, el que es coneix com a material tipus, es troben conservades a les col·leccions del Museu Mineralògic Fersmann, de l'Acadèmia de Ciències de Rússia, a Moscou (Rússia), amb els números de registre: 5587/1 i 5588/1.

## Formació i jaciments
Va ser descoberta a Rússia, concretament al massís d'Odikhincha, situat a la conca dels rius Maimecha i Kotui, dins el krai de Krasnoiarsk, on es troba en forma de cristalls grans, de fins a 1 × 0,5 cm², de color marró clar i aplanats a la part central. Es tracta de l'únic indret de tot el planeta on ha estat descrita aquesta espècie mineral.